# Łukasz Jemioł
Łukasz Jemioł (ur. 1983 roku w Radomiu) – polski projektant mody, stypendysta Ministra Kultury i Dziedzictwa Narodowego za osiągnięcia w dziedzinie mody i sztuki.

## Życiorys
Urodził się w 1983 w Radomiu, gdzie uczęszczał do lokalnej Szkoły Podstawowej nr 2, a następnie do VII Liceum Ogólnokształcącego im. Krzysztofa Kamila Baczyńskiego. Ukończył studia w Akademii Sztuk Pięknych w Łodzi, na kierunkach „druk i ubiór”. Jednym z jego wykładowców była Małgorzata Czudak. 
Od 2007 przygotowuje kolekcje ubrań sygnowane własnym nazwiskiem, które dostępne są w butikach w Warszawie i Poznaniu oraz w sklepach internetowych. Jego ubrania noszą osoby znane ze świata mediów, sztuki i mody, m.in. Magda Gessler, Anja Rubik, Małgorzata Kożuchowska, Sylwia Gliwa, Alicja Bachleda-Curuś, Magdalena Mielcarz, Joanna Horodyńska, Karolina Malinowska, Jolanta Fraszyńska czy Agnieszka Hyży. Jego stroje publikowane są na łamach ogólnopolskich czasopism o modzie: „Elle”, „Twój Styl”, „Pani”, „Gala”, „Viva!”, „Zwierciadło”, „Exklusiv”, „Wysokie Obcasy”, „Glamour” czy „InStyle” oraz w programach telewizyjnych TVN i Telewizji Polskiej. W 2009 stworzył projekt zdobienia odkurzacza marki Electrolux kryształami z kolekcji Swarovskiego; był to najdroższy odkurzacz świata wpisany na listę rekordów Guinnessa.
Uczestniczył w parze z dziennikarką Hanną Lis w pierwszej edycji programu rozrywkowego TVN Azja Express (2016). W 2019 włączył się w akcję społeczną Fundacja Faktu i serwisu internetowego Plejada.pl „Zdrowie jest męskie”, biorąc udział w sesji zdjęciowej do kalendarza na rok 2020.

## Najważniejsze nagrody
- I miejsce w konkursie Moda Folk
- Złota Nitka – Nagroda Główna w kategorii prêt-à-porter
- Oskary Fashion de Lux prêt-á-porter – Nagroda Oskara Mody[10].